# 尚庞日
尚庞日（法語：Champanges，法語發音：[ʃɑ̃pɑ̃ʒ]）是法国上萨瓦省的一个市镇，属于托农莱班区。

## 地理
尚庞日（46°22'16"N, 6°33'11"E）面积3.71 平方千米，位于法国奥弗涅-罗讷-阿尔卑斯大区上萨瓦省，该省份为法国东部省份，历史上为薩伏依的一部分，北与瑞士接壤，西接安省，南至萨瓦省，东与瑞士和意大利接壤。
与尚庞日接壤的市镇（或旧市镇、城区）包括：皮布利耶、费泰尔讷、拉兰日、马兰。

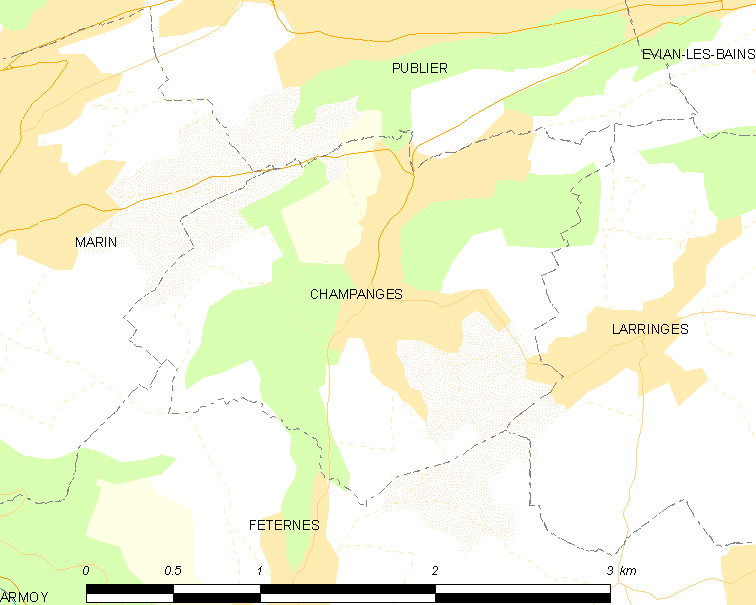
尚庞日的OSM定位图

尚庞日的时区为UTC+01:00、UTC+02:00（夏令时）。

## 行政
尚庞日的邮政编码为74500，INSEE市镇编码为74057。

## 政治
尚庞日所属的省级选区为埃维昂莱班县。

## 人口

1962-2008年间尚庞日人口变化图示

尚庞日于2022年1月1日时的人口数量为1181人。